# Centaurea esfandiarii
Centaurea esfandiarii — вид квіткових рослин айстрових (Asteraceae). Ендемік Ірану (пров. Шахруд-Бустам).